# Multicrypt
Multicrypt ist ein Entschlüsselungsverfahren für Pay-TV und Pay-Radio. 
Das Multicrypt-Verfahren ermöglicht den gleichzeitigen Empfang von verschieden verschlüsselten digitalen Fernseh- und Radioprogrammen nach dem DVB-Standard in einem Gerät. Es nutzt dabei eine genormte Schnittstelle, das sogenannte Common Interface, das in den gängigen Set-Top-Boxen zur Verfügung steht. 
Auf diese Weise können mit PCMCIA-Modulen in einer Set-Top-Box unterschiedliche Zugangsberechtigungssysteme eingesetzt werden. So kann zum Beispiel der Sender ORF mit cryptoworks neben Premiere (Nagravision) empfangen und entschlüsselt werden. Mit anderen Entschlüsselungssystemen wie Simulcrypt wären dabei zwei Set-Top-Boxen erforderlich.